# 토카이 테이오
토카이 테이오(トウカイテイオー, Tokai Teio, 1988년 4월 20일 ~ 2013년 8월 30일)는 일본의 경주마, 종모마다.
주요 수상 내역은 1991년 제51회 고월상, 동년 제58회 도쿄 우준, 1992년 제12회 재팬컵, 1993년 제38회 아리마 기념 등이다. 칠관마 심볼리 루돌프가 첫 해 수태시킨 자마들 중 하나이며, 일본 조교마로서 최초의 국제 G1 경주 우승마다. 1991년 JRA상 연도대표마, 최우수 4세모마 및 최우수 부내국산마, 1993년도 JRA상 특별상을 수상하고 1995년 현창마로 선출되었다.

## 경주 성적
| 날짜        | 경마장   | 경기명                 | 등급 | 트랙       | 배당 (인기 순위) | 순위 | 시간   | 기수            | 우승마 (2위마)  |
| ----------- | -------- | ---------------------- | ---- | ---------- | ---------------- | ---- | ------ | --------------- | --------------- |
| 1990.12.01. | 주쿄     | 3세 신마 (현 2세 신마) | -    | 잔디 1800m | 2.6 (1)          | 1    | 1:52.9 | 야스다 다카유키 | (컬러 가드)     |
| 1990.12.23. | 교토     | 시클라멘 스테이크스    | OP   | 잔디 2000m | 5.4 (3)          | 1    | 2:03.8 | 야스다 다카유키 | (이데 사탄)     |
| 1991.01.19. | 교토     | 와카고마 스테이크스    | OP   | 잔디 2000m | 1.3 (1)          | 1    | 2:01.4 | 야스다 다카유키 | (이데 사탄)     |
| 1991.03.17. | 나카야마 | 와카바 스테이크스      | OP   | 잔디 1600m | 1.2 (1)          | 1    | 2:03.6 | 야스다 다카유키 | (아사키치)      |
| 1991.04.14. | 나카야마 | 고월상                 | G1   | 잔디 2000m | 2.1 (1)          | 1    | 2:01.8 | 야스다 타카유키 | (샤코 그레이드) |
| 1991.05.26. | 도쿄     | 도쿄 우준              | G1   | 잔디 2400m | 1.6 (1)          | 1    | 2:25.9 | 야스다 다카유키 | (레오 더반)     |
| 1992.04.05. | 한신     | 산케이 오사카배        | G2   | 잔디 2000m | 1.3 (1)          | 1    | 2:06.3 | 오카베 유키오   | (골든 아워)     |
| 1992.04.26. | 교토     | 춘계 천황상            | G1   | 잔디 3200m | 1.5 (1)          | 5    | 3:21.7 | 오카베 유키오   | 메지로 맥퀸     |
| 1992.11.01. | 도쿄     | 추계 천황상            | G1   | 잔디 2000m | 1.5 (1)          | 7    | 1:59.1 | 오카베 유키오   | 내추럴리즘      |
| 1992.11.29. | 도쿄     | 재팬컵                 | G1   | 잔디 2400m | 10.0 (5)         | 1    | 2:24.6 | 오카베 유키오   | (내추럴리즘)    |
| 1992.12.27. | 나카야마 | 아리마 기념            | G1   | 잔디 2500m | 2.4 (1)          | 11   | 2:34.8 | 다바라 세이키   | 메지로 파머     |
| 1993.12.26. | 나카야마 | 아리마 기념            | G1   | 잔디 2500m | 9.4 (1)          | 1    | 2:30.9 | 다바라 세이키   | (비와 하야히데) |

## 창작물
- 토카이 테이오는 말인간 미소녀로 의인화되어 《우마무스메 프리티 더비》에도 등장하며, 애니메이션판 2기의 주인공으로 등장한다.